# 後藤寺原駅
後藤寺原駅（ごとうじばるえき）は、かつて福岡県田川郡後藤寺町（現・田川市）にあった鉄道院（国鉄）田川線（現・日田彦山線）の貨物駅（廃駅）である。1913年（大正2年）3月1日に廃駅となった。

## 歴史
- 1899年（明治32年）7月10日：豊州鉄道により開業[1]。
- 1901年（明治34年）9月3日：豊州鉄道が九州鉄道に合併。
- 1907年（明治40年）7月1日：九州鉄道国有化。
- 1913年（大正2年）3月1日：廃止。

## 隣の駅
鉄道院
田川線
後藤寺駅 - 後藤寺原駅 - 池尻駅